# Tephrosia travancorica
Tephrosia travancorica är en ärtväxtart som beskrevs av Krishnamurthy Thothathri och D.N.Das. Tephrosia travancorica ingår i släktet Tephrosia och familjen ärtväxter. Inga underarter finns listade i Catalogue of Life.